# Chelidinus
Chelidinus är ett släkte av insekter. Chelidinus ingår i familjen dvärgstritar.
Kladogram enligt Catalogue of Life:
| Chelidinus | \| \| Chelidinus cinerascens \| \| \| \| \| \| Chelidinus helleri \| \| \| \| |
|            | \| \| Chelidinus cinerascens \| \| \| \| \| \| Chelidinus helleri \| \| \| \| |
|            | Chelidinus cinerascens                                                        |
|            |                                                                               |
|            | Chelidinus helleri                                                            |
|            |                                                                               |